# 曲安京
曲安京（1962年6月—），男，汉族，山东牟平人，生于陕西，中国数学史学家，西北大学科学史高等研究院院长，教育部长江学者特聘教授，现任中国科学技术史学会副理事长。